# Invitatorium

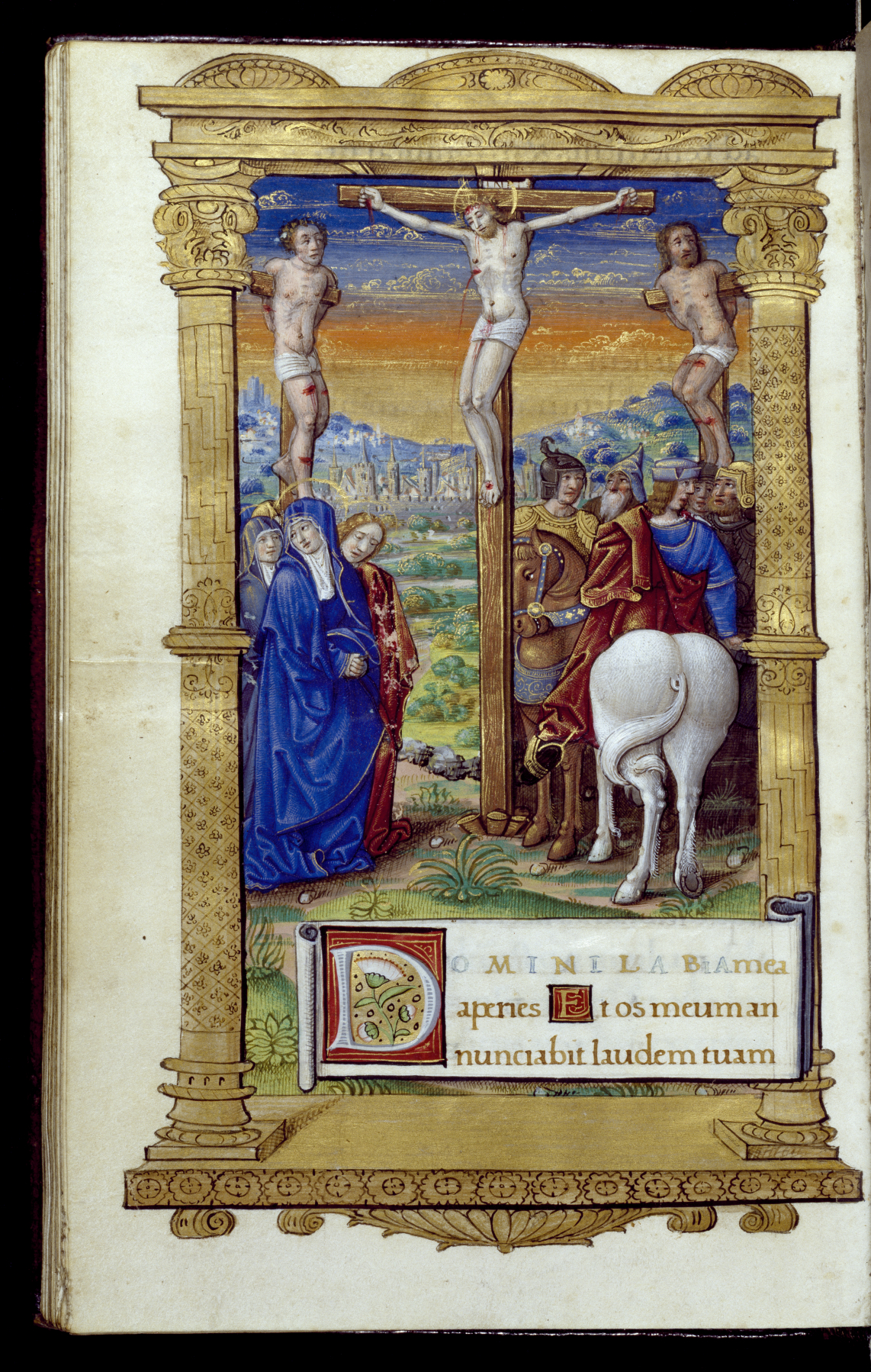
Seite aus dem Stundenbuch von Jean Pichore um 1520. Die Illumination mit der Initiale zeigt den Versikel des Invitatoriums.

Das Invitatorium (lat. für „Einladung“) eröffnet das Stundengebet eines liturgischen Tages.
Es besteht aus dem Versikel
℣ Domine, labia mea aperies.

℟ Et os meum annuntiábit laudem tuam.

℣ Herr, öffne meine Lippen.

℟ Damit mein Mund Dein Lob verkünde. (Psalm 51,17 )
sowie dem responsorisch vorgetragenen Psalm 95 Venite exultemus („Kommt, laßt uns jubeln vor dem Herrn“). Im Stundengebet der römisch-katholischen Kirche kann dieser Psalm auch durch andere Psalmen ersetzt werden (Ps 24, Ps 67 oder Ps 100). Zum Invitatorium gehört eine je nach Fest oder Zeit im Kirchenjahr wechselnde Antiphon zum Psalm, die jeweils in den Ausruf Venite adoremus („Kommt, wir beten ihn an“) mündet. Am Weihnachtsfest beispielsweise lautet die Antiphon zum Invitatorium:
Christus natus est nobis: veníte, adoremus.

Christus ist uns geboren: Kommt, wir beten ihn an!
Das Invitatorium steht als Eröffnung immer vor der ersten Hore eines Tages. Der Psalm des Invitatoriums mit seiner Antiphon kann „je nach den Umständen“ entfallen, wenn er den Laudes vorangeht.